# Mesochorus oshobotrianus
Mesochorus oshobotrianus là một loài tò vò trong họ Ichneumonidae.